# Tschandalasch
Der Tschandalasch (kirgisisch Чандалаш, auch Сандалаш Sandalasch) ist ein rechter Nebenfluss des Tschatkal im Nordwesten von Kirgisistan.
Der Tschandalasch entspringt als Tschakmak (Чакмак) im Talas-Alatau im Rajon Tschatkal im Oblus Dschalal-Abad unweit der usbekischen Grenze. Von dort durchfließt er das Bergland in südwestlicher Richtung. Das Flusstal verläuft zwischen dem Tschandalasch-Kamm im Osten und dem Piskomgebirge im Westen. Der Tschandalasch passiert die Siedlung Korgondebe und nimmt den Kajyngsuu rechtsseitig auf. Schließlich mündet er oberhalb von Dschangy-Basar in den ebenfalls in südwestlicher Richtung strömenden Tschatkal. Der Tschandalasch hat eine Länge von 94 km. Er entwässert ein Areal von 1157 km². Der mittlere Abfluss beträgt 11,7 m³/s. Die Monatsmittel schwanken zwischen 2,8 und 2,9 m³/s im März und 30,1 m³/s im Juni.
Der Wildwasserfluss ist ein Ziel von Kajakfahrern.